# 黃信
黃信是《水滸傳》中的人物，本為青州府都監，秦明的徒弟，因誇口要抓盡清風山、二龍山和桃花山的山賊，故人稱「鎮三山」，但其實完全做不到，鎮三山只是人們用來調侃黃信亂誇海口的戲謔稱謂。
清風寨知寨劉高捉了宋江後，黃信也用計捉住了花榮，押二人往青州途中，遇上燕順等人劫囚，黃信不敌三人，扔下刘高逃走。后在師傅秦明招揽下投靠了梁山，秦明便勸黃信一起上梁山，後來成為馬軍小彪將兼遠探出哨頭領第一員。
梁山全伙受招安後，黃信在征討遼國和方臘的途中立了軍功，回朝被朝廷封為武奕郎都統領。

## 能力
黄信不见于宋元史料，也不见于《大宋宣和遗事》、《宋江三十六人赞》以及元杂剧等早期水浒故事和文学。在《水滸傳》中，黄信主要的戰績是在梁山受招安後，隨著梁山大軍南征北戰，也是僅存的梁山好漢之一。在征討遼國時，黃信力戰賀重寶，最終將對方斬於馬下，賀重寶在遼軍中僅次於兀顏光。在征討王慶時，潘忠在黃信手裡沒有走過一招就被一刀斬於馬下。在征討方臘時，黃信與郭世廣大戰三十回合打平。由此可見黃信也有一定的實力（武艺也是不错的），如果沒有不可能在南征北戰時在戰場上活下來回到朝廷。

## 影视形象
- 1983年山东版《水浒》：徐显辉
- 2011年版《水浒传》：那家威